# Kakashal
A kakashal vagy Szent Péter hala (Zeus faber) a csontos halak (Osteichthyes) főosztályának sugarasúszójú halak (Actinopterygii) osztályába, ezen belül a kakashalalakúak (Zeiformes) rendjébe és a kakashalfélék (Zeidae) családjába tartozó faj.
Nemének a típusfaja.

## Előfordulása
A kakashal az Atlanti-óceán északkeleti partvidékén az Északi-tenger brit és déli norvég partjainál él, a német partok mentén ritkán fordul elő. Megtalálható a Földközi-tengerben és a Fekete-tengerben is, valamint Afrika nyugati partvonalán egészen a Jóreménység fokáig. Az Indiai-óceánban Nyugat-Afrikától egészen Új-Zélandig lelhető fel. A Csendes-óceán nyugati felében is jelen van.

## Megjelenése

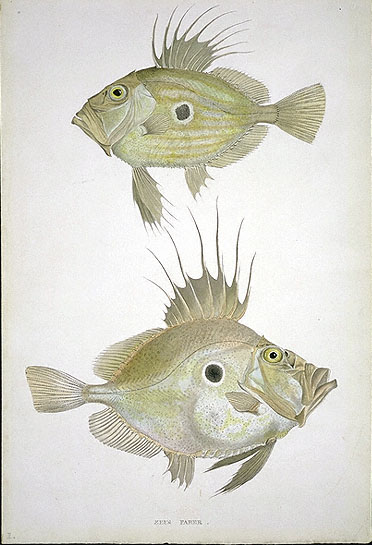
William MacGillivray rajza a kakashalról

A kakashal hossza átlagosan 25-40 centiméter; a nőstény elérheti a 70 centimétert, a frissen kelt ivadék csupán 8 milliméter. Testtömege átlagosan 2-3 kilogramm, a nőstény elérheti a 6 kilogrammot. Teste oldalirányban lapított, ovális és igen magas. A leselkedő állat körvonala szemből nézve nagyon keskeny. A két hátúszóból az elsőt 21-25 cérnavékonyan elkeskenyedő, hosszú úszósugár szilárdítja. A hasúszóban 3-4 erős, tüskés úszósugár található, valamint 20-23 cérnavékony úszósugár. A hátúszók és a hasúszók sugarai hosszú tüskékké módosultak, az úszóhártyák szintén megnagyobbodtak. Az állat alapszíne egyedenként változó, de többnyire sötét sárgás- vagy zöldesbarna, gyakran világosabb foltokkal. Hullámvonalak tarkítják, és teste fémesen csillog. Az oldalán elhelyezkedő nagy kerek folt színe a sötétsárgától a sötétbarnáig terjed, magát a foltot világos, többnyire aranysárga sáv övezi. Szája hirtelen mozdulattal hatalmasra tátható, eközben a közti állkapocs előreugrik és megragadja a prédát.

## Életmódja
A Szent Péter hala magányosan vagy kisebb csapatokban, többnyire a középmély vizekben él; a self-övezetben olykor a fenekén is előfordul. Tápláléka kis halak és gerinctelen élőlények.

## Szaporodása
Az ívási időszak a Földközi-tengerben márciustól májusig tart, míg az Északi-tengerben júniustól augusztusig tart. Az ikrákat a nőstény a tengerbe bocsátja.

## Felhasználása
Egyes vidékeken a kakashalat ínyencfalatként tartják számon. Nem tervszerűen halásszák, hanem „járulékos” zsákmányként kerül a húzóhálókba.

### Legenda
Egy legenda szerint Péter hajdan a Genezáreti tóban fogott kakashal szájából egy aranyérmét húzott elő, és ezzel törlesztette tartozását az adóbehajtónak. A legenda szerint a hal oldalán található két sötét folt a később apostollá szentelt Péter ujjlenyomatait őrzi. Ez a történet az oka annak, hogy a kakashalat Szent Péter hala néven is emlegetik.